# كوداي ياسودا
كوداي ياسودا (باليابانية: 安田 晃大) (8 أغسطس 1989 في أوساكا في اليابان – )؛ هو لاعب كرة قدم ياباني سابق كان يلعب كلاعب وسط.

## وصلات خارجية
- كوداي ياسودا على موقع رابطة كرة القدم اليابانية للمحترفين (اليابانية)
- كوداي ياسودا على موقع قاعدة بيانات كرة القدم.إي يو (الإنجليزية)
- كوداي ياسودا على موقع Soccerway.com (الإنجليزية)
- كوداي ياسودا على موقع عالم كرة القدم.نت (الإنجليزية)
- كوداي ياسودا على موقع كووورة